# Ойвінд Міллемстранд
Ойвінд Міллемстранд (норв. Øyvind Mellemstrand, нар. 17 жовтня 1969, Стур) — норвезький футболіст, що грав на позиції захисника.

## Клубна кар'єра
Розпочав грати у футбол у нижчоліговому клубі «Стур» з однойменного рідного міста. У 1990 році став гравцем вищолігового «Вікінга», в якому провів п'ять сезонів, взявши участь лише у 55 матчах чемпіонату і 1991 року з командою став чемпіоном Норвегії.
З початку 1995 року став грати за «Геугесунн». Відіграв за команду з Геугесунна наступні п'ять сезонів своєї ігрової кар'єри.
Завершив ігрову кар'єру у рідному «Стурі», за який виступав протягом 2000—2002 років.

## Виступи за збірні
1985 року дебютував у складі юнацької збірної Норвегії (U-15). З командою U-20 взяв участь у молодіжному чемпіонаті світу 1989 року в Саудівській Аравії, де зіграв у 3 іграх, відзначившись одним забитим голом. загалом на юнацькому рівні взяв участь у 32 іграх, відзначившись 5 забитими голами.
Протягом 1988—1991 років залучався до складу молодіжної збірної Норвегії. На молодіжному рівні зіграв у 3 офіційних матчах.

## Титули і досягнення
- Чемпіон Норвегії (1):

«Вікінг»: 1991